# Fredrik Wiklund
Fredrik Wiklund, född 12 juni 1971, är en svensk författare och poet. Han debuterade med diktsamlingen De liberala lansarna (2003) och har därefter gett ut den lyriska berättelsen Fläderns vän (2006), romanen Brentwoodsvindeln (2015), diktsamlingen Nuets pirar (2019), romanen Det och ivern (2021) och berättelsen Cassano (2022). Om Fläderns vän skrev Aris Fioretos i Dagens Nyheter: "Det hela andas mytisk logik. Så här skulle Wittgenstein tala om han vore sagoonkel. Genom sin ställvis bakvända syntax, genom spelet med genrespecifika förväntningar och en precis men oklart syftande utsaga skapar Wiklund känslan av en värld satt på glid."
2015 mottog Fredrik Wiklund ett stipendium av Svenska Akademien ur Stina och Erik Lundbergs stiftelse.